# آندریا ایوان
آندریا ایوان (انگلیسی: Andrea Ivan؛ زادهٔ ۹ ژانویهٔ ۱۹۷۳) بازیکن فوتبال اهل ایتالیا است.
از باشگاه‌هایی که در آن بازی کرده‌است می‌توان به باشگاه فوتبال فیورنتینا، باشگاه فوتبال آسکولی، باشگاه فوتبال فوجا، باشگاه فوتبال سالرنیتانا، باشگاه فوتبال روبور سیه‌نا، باشگاه فوتبال دلفینو پسکارا، باشگاه فوتبال آتالانتا، و باشگاه فوتبال لیورنو اشاره کرد.